# Charles Salvador
Charles Salvador, precedentemente noto come Charles Bronson e Charles Ali Ahmed, originalmente Michael Gordon Peterson (Luton, 6 dicembre 1952), è un criminale e scrittore britannico.
È stato spesso definito dalla stampa del Regno Unito come il "più violento prigioniero britannico vivente".

## Biografia
Nato a Luton, Bedfordshire, era un piccolo criminale, prima di essere condannato a sette anni di reclusione nel 1974. Mentre era in prigione ha cominciato a farsi un nome come mina vagante, scatenando spesso risse con altri detenuti e con guardie carcerarie. È stato anche protagonista di alcune proteste sui tetti delle prigioni. Considerato come un prigioniero problematico, è stato spostato 120 volte tra le carceri del Regno Unito ed ha trascorso la maggior parte del tempo in cella di isolamento. La sua condanna, in origine a sette anni, si trasformò in quattordici anni di detenzione, e questo portò la sua prima moglie Irene, dalla quale ebbe un figlio, a divorziare.
Rilasciato nell'ottobre 1988, trascorse solo 69 giorni da uomo libero prima di essere arrestato di nuovo. Subito dopo la sua liberazione intraprese una carriera di pugile a mani nude nell'East End di Londra. Fu il suo promotore, ritenendo che avesse bisogno di un nome più suggestivo, a suggerirgli di cambiare legalmente il suo nome in Charles Bronson, prendendo spunto dall'omonimo attore, cosa che ha fatto nel 1988, dopo il rilascio. Tornato in carcere 69 giorni dopo il rilascio, per una nuova condanna, dovuta alla pianificazione di una rapina, ha continuato ad essere un detenuto difficile. Nel 1992 resta in libertà per 53 giorni. In carcere nel 2001 sposò la sua seconda moglie, Fatema Saira Rehman, una divorziata originaria del Bangladesh che lo ha ispirato a convertirsi alla religione islamica e a prendere il nome di Charles Ali Ahmed. Il matrimonio è durato solo quattro anni: nel 2005 i due hanno divorziato e Charles ha rinunciato all'Islam.
A causa della sua condotta violenta, la sua condanna fu convertita in ergastolo. Il 3 agosto 2014 annuncia il suo cambio di nome da Charles Bronson a Charles Salvador, in onore di Salvador Dalí. Durante una visita in prigione il 13 febbraio 2017, Charles chiede all'attrice Paula Williamson di sposarlo e lei accetta. La cerimonia viene celebrata il 14 novembre dello stesso anno, nella cappella della prigione. La Williamson, che era già nota alle cronache per i ruoli nelle soap opera Coronation Street e Valle di luna, stava frequentando Charles in carcere da cinque mesi, dichiarando a tal proposito:
(Intervista a The Daily Telegraph)

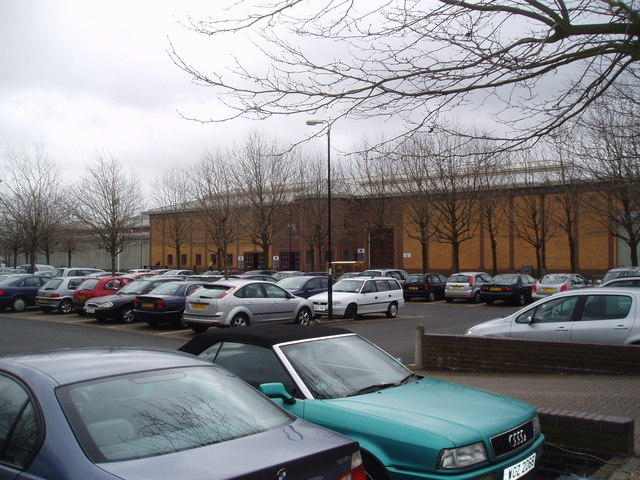
La prigione dove Charles Salvador soggiornò per diversi anni

Tuttavia il matrimonio non avrà un fortunato seguito poiché poco dopo avverrà il divorzio, e il 29 luglio 2019 la Williamson viene trovata senza vita nel suo appartamento di Leeds, a causa probabilmente di una overdose da cocaina e farmaci.
Bronson ha scritto molti libri sulle sue esperienze e sui prigionieri famosi che ha incontrato durante il suo internamento. Tra questi figurano i gemelli Kray. Essendo un fanatico di fitness, esercitato nei diversi anni trascorsi in segregazione, ha scritto anche un libro sul fitness in spazi ristretti.

## Influenze culturali
- Bronson/Salvador è uno dei criminali di più alto profilo in Gran Bretagna, ed è stato oggetto di libri, interviste e studi sulla riforma delle carceri e sul trattamento carcerario.
- A Charles Salvador è stato dedicato il film del 2008 Bronson, diretto da Nicolas Winding Refn, dove viene interpretato dall'attore britannico Tom Hardy.[15] Lo stesso Hardy venne elogiato per la sua interpretazione nel film da Salvador.[14]
- Ha avuto uno scambio di lettere con il pugile anglo/irlandese Tyson Fury.
- Dal suo nome trae origine la band romana melodic hardcore punk dei Bronson.

## Opere
- Charles Bronson e Stephen Richards, The Charles Bronson Book of Poems: Birdman Opens His Mind Bk. 1, 1 maggio 1999, Mirage Publishing, 1999, ISBN 1-902578-03-1. - pp.: 78
- Charles Bronson e Stephen Richards, Silent Scream: The Charles Bronson Story, 5 settembre 1999, Mirage Publishing, ISBN 1-902578-08-2. - pp.: 248
- Charles Bronson e Stephen Richards, Legends, 19 settembre 2000, Mirage Publishing, ISBN 1-902578-11-2. - pp.: 200
- Charles Bronson e Stephen Richards, Solitary Fitness, first, paperback, Mirage Publishing, 14 ottobre 2002, ISBN 1-902578-12-0. - pp.: 220
- Charles Bronson, Bronson, 8 ottobre 2004, John Blake Publishing, 2004, ISBN 1-85782-522-5.- pp.: 304
- Charles Bronson e Stephen Richards, Insanity: My Mad Life, 31 marzo 2004, John Blake Publishing, ISBN 1-84454-030-8. - pp.: 335
- Charles Bronson e Stephen Richards, The Krays and Me, 30 aprile 2007, John Blake Publishing, 2007, ISBN 1-84454-325-0. - pp.: 288
- Charles Bronson, Loonyology: In My Own Words, 2 novembre 2009, Apex Publishing Ltd, ISBN 1-906358-11-7.- pp.: 466
- Charles Bronson, Diaries from Hell: Charles Bronson – My Prison Diaries, 1 maggio 2009, Y Lolfa, ISBN 1-84771-116-2.- pp.: 464
- Charles Bronson e Tel Currie, Heroes and Villains: The Good, the Mad, the Bad and the Ugly, 5 agosto 2005, John Blake Publishing, 2005, ISBN 1-84454-118-5. - pp.: 288
- Charles Bronson e Stephen Richards, Solitary Fitness, second, paperback, John Blake Publishing, 31 gennaio 2007, ISBN 1-84454-309-9. - pp.: 262
- Charles Bronson e Stephen Richards, The Good Prison Guide, 28 febbraio 2007, John Blake Publishing, 2007, ISBN 1-84454-359-5. - pp.: 288
- Charles Bronson, Con-artist, a cura di Emmins, Mark, 19 dicembre 2008, Matador, ISBN 1-84876-048-5. - pp.: 108
- Charles Bronson e Stephen Richards, Bronson 2 – More Porridge Than Goldilocks, 2 novembre 2009, John Blake Publishing, 2010, ISBN 1-84454-860-0. - pp.: 288
- Charles Bronson e Stephen Richards, Bronson 3 – Up on the roof, 6 settembre 2010, John Blake Publishing, 2010, ISBN 1-84358-190-6. - pp.: 288